# Чемпіонат світу з плавання на короткій воді 2022
Чемпіонат світу з плавання на короткій воді 2022 пройшов з 13-го по 18-те грудня 2022 року.

## Медальний залік
*   Країна-господарка ( Австралія)
| Місце               | Країна              | Золото | Срібло | Бронза | Загалом |
| ------------------- | ------------------- | ------ | ------ | ------ | ------- |
| 1                   | США                 | 17     | 13     | 6      | 36      |
| 2                   | Австралія*          | 13     | 8      | 5      | 26      |
| 3                   | Італія              | 5      | 6      | 5      | 16      |
| 4                   | Канада              | 3      | 4      | 7      | 14      |
| 5                   | ПАР                 | 3      | 1      | 1      | 5       |
| 6                   | Японія              | 2      | 2      | 2      | 6       |
| 7                   | Франція             | 1      | 3      | 1      | 5       |
| 8                   | Нідерланди          | 1      | 1      | 6      | 8       |
| 9                   | Гонконг             | 1      | 1      | 0      | 2       |
| 10                  | Литва               | 1      | 0      | 1      | 2       |
| 11                  | Бразилія            | 1      | 0      | 0      | 1       |
| 11                  | Кайманові Острови   | 1      | 0      | 0      | 1       |
| 11                  | Південна Корея      | 1      | 0      | 0      | 1       |
| 14                  | Нова Зеландія       | 0      | 2      | 0      | 2       |
| 15                  | Велика Британія     | 0      | 1      | 3      | 4       |
| 16                  | Норвегія            | 0      | 1      | 1      | 2       |
| 16                  | Польща              | 0      | 1      | 1      | 2       |
| 16                  | Швейцарія           | 0      | 1      | 1      | 2       |
| 19                  | Румунія             | 0      | 1      | 0      | 1       |
| 20                  | Швеція              | 0      | 0      | 3      | 3       |
| 21                  | КНР                 | 0      | 0      | 2      | 2       |
| 21                  | Німеччина           | 0      | 0      | 2      | 2       |
| 23                  | Тринідад і Тобаго   | 0      | 0      | 1      | 1       |
| 23                  | Угорщина            | 0      | 0      | 1      | 1       |
| Загалом (24 збірні) | Загалом (24 збірні) | 50     | 46     | 49     | 145     |

## Результати

### Чоловіки
| Дисципліна             | Золото | Золото         | Срібло | Срібло           | Бронза | Бронза     |
| ---------------------- | --- | -------------- | --- | ---------------- | --- | ---------- |
| 50 м вільним стилем    | Джордан Крукс Кайманові Острови | 20.46          | Бенджамін Прауд Велика Британія | 20.49            | Ділан Картер Тринідад і Тобаго | 20.72      |
| 100 м вільним стилем   | Кайл Чалмерс Австралія | 45.16 CR       | Максім Груссе Франція | 45.41            | Алессандро Мірессі Італія | 45.57 NR   |
| 200 м вільним стилем   | Хван Сун Ву Південна Корея | 1:39.72 CR, РА | Давід Попович Румунія | 1:40.79          | Томас Дін Велика Британія | 1:40.86    |
| 400 м вільним стилем   | Кіаран Сміт США | 3:34.38 РАМ    | Томас Нілл Австралія | 3:35.05          | Данас Рапшис Литва | 3:36.26    |
| 800 м вільним стилем   | Грегоріо Пальтріньєрі Італія | 7:29.99 CR     | Генрік Крістіансен Норвегія | 7:31.48          | Логан Фонтен Франція | 7:33.12    |
| 1500 м вільним стилем  | Грегоріо Пальтріньєрі Італія | 14:16.88       | Дам'єн Жолі Франція | 14:19.62 NR      | Генрік Крістіансен Норвегія | 14:24.08   |
|                        | |                | |                  | |            |
| 50 м на спині          | Раян Мерфі США | 22.64          | Айзек Купер Австралія | 22.73            | Кацпер Стоковський Польща | 22.74      |
| 100 м на спині         | Раян Мерфі США | 48.50 CR       | Лоренцо Мора Італія | 49.04            | Айзек Купер Австралія | 49.52      |
| 200 м на спині         | Раян Мерфі США | 1:47.41        | Шейн Касас США | 1:48.01          | Лоренцо Мора Італія | 1:48.45 NR |
|                        | |                | |                  | |            |
| 50 м брасом            | Нік Фінк США | 25.38 CR, РАМ  | Ніколо Мартіненьї Італія | 25.42            | Сімоне Черасуоло Італія | 25.68      |
| 100 м брасом           | Нік Фінк США | 55.88          | Ніколо Мартіненьї Італія | 56.07            | Адам Піті Велика Британія | 56.25      |
| 200 м брасом           | Дайя Сето Японія | 2:00.35 РА     | Нік Фінк США | 2:01.60 РАМ      | Цінь Хайян КНР | 2:02.22    |
|                        | |                | |                  | |            |
| 50 м батерфляєм        | Ніколас Сантуш Бразилія | 21.78 CR       | Ное Понті Швейцарія | 21.96            | Себастьян Сабо Угорщина | 21.98      |
| 100 м батерфляєм       | Чад ле Клос ПАР | 48.59          | Ілья Харун Канада | 49.03            | Маріус Кюш Німеччина | 49.12      |
| 200 м батерфляєм       | Чад ле Клос ПАР | 1:48.27 РА     | Дайя Сето Японія | 1:49.22          | Ное Понті Швейцарія | 1:49.42 NR |
|                        | |                | |                  | |            |
| 100 м комплексом       | Томас Чеккон Італія | 50.97          | Хав'єр Асеведо Канада | 51.05            | Фінлай Нокс Канада | 51.10      |
| 200 м комплексом       | Метью Сейтс ПАР | 1:50.15 РА     | Карсон Фостер США | 1:50.96          | Фінлай Нокс Канада | 1:51.04 NR |
| 400 м комплексом       | Дайя Сето Японія | 3:55.75        | Карсон Фостер США | 3:57.63          | Метью Сейтс ПАР | 3:59.21    |
|                        | |                | |                  | |            |
| 4×50 м вільним стилем  | АвстраліяАйзек Купер (21.25) Метью Темпл (20.75) Флінн Саутем (21.10) Кайл Чалмерс (20.34) Ґрейсон Берр[a] | 1:23.44 РО     | ІталіяАлессандро Мірессі (21.22) Леонардо Деплано (20.59) Томас Чеккон (20.67) Мануель Фріго (21.00) Паоло Конте Бонін[a]                          | 1:23.48          | НідерландиКендзо Сімонс (21.24) Нілс Корстаньє (20.84) Стан Пейненбург (20.95) Том Де Бур (20.72)                                                                                    | 1:23.75    |
| 4×100 м вільним стилем | ІталіяАлессандро Мірессі (46.15) Паоло Конте Бонін (45.93) Леонардо Деплано (45.54) Томас Чеккон (45.13) Мануель Фріго[a] | 3:02.75 WR     | АвстраліяФлінн Саутем (47.04) Метью Темпл (46.06) Томас Нілл (46.55) Кайл Чалмерс (44.98) Шон Чемпіон[a]                                           | 3:04.63 РО       | СШАДрю Кіблер (46.84) Шейн Касас (45.90) Карсон Фостер (46.58) Кіаран Сміт (45.77) Девід Кертісс[a] Трентон Джуліан[a]                                                               | 3:05.09    |
| 4×200 м вільним стилем | СШАКіаран Сміт (1:41.04) Карсон Фостер (1:40.48) Трентон Джуліан (1:41.44) Дрю Кіблер (1:41.16) Джейк Мегахей[a] Джейк Фостер[a]                                                                                                 | 6:44.12 WR     | АвстраліяТомас Нілл (1:41.50) Кайл Чалмерс (1:40.35) Флінн Саутем (1:41.50) Мак Гортон (1:43.19) Клайд Льюїс[a] Стюарт Свінберн[a] Брендон Сміт[a] | 6:46.54 РО       | ІталіяМаттео Чампі (1:42.68) Томас Чеккон (1:42.61) Альберто Радзетті (1:42.76) Паоло Конте Бонін (1:41.58) Мануель Фріго[a]                                                         | 6:49.63    |
| 4×50 м комплексом      | ІталіяЛоренцо Мора (22.65) Ніколо Мартіненьї (24.95) Маттео Ріволта (21.60) Леонардо Деплано (20.52) Сімоне Черасуоло[a] Томас Чеккон[a] Алессандро Мірессі[a]                                                                   | 1:29.72 WR     | СШАРаян Мерфі (22.61) Нік Фінк (25.24) Шейн Касас (22.13) Майкл Ендрю (20.39) Гантер Армстронґ[a] Трентон Джуліан[a] Кіаран Сміт[a]                | 1:30.37 РАМ      | АвстраліяАйзек Купер (22.66) Ґрейсон Берр (25.92) Метью Темпл (21.75) Кайл Чалмерс (20.48) Шон Чемпіон[a] Флінн Саутем[a]                                                            | 1:30.81 РО |
| 4×100 м комплексом     | АвстраліяАйзек Купер (49.46) Джошуа Йонг (56.55) Метью Темпл (48.34) Кайл Чалмерс (44.63) Шон Чемпіон[a] СШАРаян Мерфі (48.96) Нік Фінк (54.88) Трентон Джуліан (49.19) Кіаран Сміт (45.95) Гантер Армстронґ[a] Карсон Фостер[a] | 3:18.98 WR     | Не нагороджували | Не нагороджували | ІталіяЛоренцо Мора (49.48) Ніколо Мартіненьї (55.52) Маттео Ріволта (48.50) Алессандро Мірессі (45.56) Томас Чеккон[a] Сімоне Черасуоло[a] Альберто Радзетті[a] Паоло Конте Бонін[a] | 3:19.06 ER |

a  Плавці, що взяли участь лише в попередніх запливах і одержали медалі.

### Жінки
| Event                  | Золото | Золото          | Срібло | Срібло           | Бронза | Бронза     |
| ---------------------- | --- | --------------- | --- | ---------------- | --- | ---------- |
| 50 м вільним стилем    | Емма Маккеон Австралія | 23.04 CR, РО    | Катажина Васік Польща | 23.55            | Анна Гопкін Велика Британія | 23.68      |
| 100 м вільним стилем   | Емма Маккеон Австралія | 50.77 CR        | Шівон Хогі Гонконг | 50.87            | Марріт Стінберген Нідерланди | 51.25      |
| 200 м вільним стилем   | Шівон Хогі Гонконг | 1:51.65         | Ребекка Сміт Канада | 1:52.24          | Марріт Стінберген Нідерланди | 1:52.28    |
| 400 м вільним стилем   | Лані Паллістер Австралія | 3:55.04         | Еріка Фейрветер Нова Зеландія | 3:56.00          | Леа Сміт США | 3:59.78    |
| 800 м вільним стилем   | Лані Паллістер Австралія | 8:04.07         | Еріка Фейрветер Нова Зеландія | 8:10.41          | Мію Намба Японія | 8:12.98    |
| 1500 м вільним стилем  | Лані Паллістер Австралія | 15:21.43 CR, РО | Мію Намба Японія | 15:46.76         | Кенсі Макмехон США | 15:49.15   |
|                        | |                 | |                  | |            |
| 50 м на спині          | Меґґі Мак-Ніл Канада | 25.25 WR        | Клер Курзан США | 25.54            | Моллі О'Каллаган Австралія | 25.61 РО   |
| 100 м на спині         | Кейлі Маккіон Австралія | 55.49           | Моллі О'Каллаган Австралія | 55.62            | Клер Курзан СШАІнґрід Вілм Канада | 55.74      |
| 200 м на спині         | Кейлі Маккіон Австралія | 1:59.26         | Клер Курзан США | 2:00.53          | Кайлі Масс Канада | 2:01.26 NR |
|                        | |                 | |                  | |            |
| 50 м брасом            | Рута Мейлутіте Литва | 28.50           | Лара ван Нікерк ПАР | 29.09 РА         | Ліллі Кінг США | 29.11      |
| 100 м брасом           | Ліллі Кінг США | 1:02.67         | Тес Схаутен Нідерланди | 1:03.90          | Анна Елендт Німеччина | 1:04.05    |
| 200 м брасом           | Кейт Дуглас США | 2:15.77 CR      | Ліллі Кінг США | 2:17.13          | Тес Схаутен Нідерланди | 2:18.19    |
|                        | |                 | |                  | |            |
| 50 м батерфляєм        | Торрі Гаск СШАМеґґі Мак-Ніл Канада | 24.64           | Не нагороджували | Не нагороджували | Чжан Юйфей КНР | 24.71      |
| 100 м батерфляєм       | Меґґі Мак-Ніл Канада | 54.05 WR        | Торрі Гаск США | 54.75            | Луїс Ганссон Швеція | 54.87      |
| 200 м батерфляєм       | Дакота Лутер США | 2:03.37         | Галі Флікінджер США | 2:03.78          | Елізабет Деккерс Австралія | 2:03.94    |
|                        | |                 | |                  | |            |
| 100 м комплексом       | Марріт Стінберген Нідерланди | 57.53           | Беріль Гастальделло Франція | 57.63            | Луїс Ганссон Швеція | 57.68      |
| 200 м комплексом       | Кейт Дуглас США | 2:02.12 РАМ     | Александра Волш США | 2:03.37          | Кейлі Маккіон Австралія | 2:03.57 РО |
| 400 м комплексом       | Галі Флікінджер США | 4:26.51         | Сара Франческі Італія | 4:28.58          | Вака Коборі Японія | 4:29.03    |
|                        | |                 | |                  | |            |
| 4×50 м вільним стилем  | СШАТоррі Гаск (24.08) Клер Курзан (23.30) Еріка Браун (23.74) Кейт Дуглас (22.77) Ерін Геммелл[b] Наталі Гіндс[b] Александра Волш[b]                         | 1:33.89 CR, РАМ | АвстраліяМеґ Гарріс (23.98) Медісон Вілсон (23.51) Моллі О'Каллаган (24.01) Емма Маккеон (22.73) Александрія Перкінс[b] Бріттані Кастеллуччу[b]           | 1:34.23 РО       | НідерландиКім Буш (24.20) Маайке де-Ваард (23.47) Кіра Туссен (24.01) Валері ван Рон (23.68) Тесса Вермеулен[b]                                          | 1:35.36    |
| 4×100 м вільним стилем | АвстраліяМоллі О'Каллаган (52.19) Медісон Вілсон (51.28) Меґ Гарріс (52.00) Емма Маккеон (49.96) Ліа Ніл[b]                                                  | 3:25.43 WR      | СШАТоррі Гаск (51.73) Кейт Дуглас (51.17) Клер Курзан (51.59) Еріка Браун (51.80) Ерін Геммелл[b] Наталі Гіндс[b]                                         | 3:26.29 РАМ      | КанадаРебекка Сміт (52.68) Тейлор Рак (51.49) Меґґі Мак-Ніл (51.11) Кетрін Савард (52.78) Мері-Софі Гарві[b]                                             | 3:28.06    |
| 4×200 м вільним стилем | АвстраліяМедісон Вілсон (1:53.13) Моллі О'Каллаган (1:52.83) Ліа Ніл (1:52.67) Лані Паллістер (1:52.24) Меґ Гарріс[b] Бріттані Кастеллуччу[b] Лора Тейлор[b] | 7:30.87 WR      | КанадаРебекка Сміт (1:52.15) Кетрін Савард (1:54.78) Мері-Софі Гарві (1:54.81) Тейлор Рак (1:52.73) Сідні Пікрем[b] Келсі Воґ[b]                          | 7:34.47          | СШААлександра Волш (1:53.90) Галі Флікінджер (1:53.48) Ерін Геммелл (1:52.23) Леа Сміт (1:55.09) Еріка Браун[b] Джілліан Кокс[b]                         | 7:34.70    |
| 4×50 м комплексом      | АвстраліяМоллі О'Каллаган (25.49) Челсі Годжес (29.11) Емма Маккеон (24.43) Медісон Вілсон (23.32) Кейлі Маккіон[b] Дженна Страуч[b]                         | 1:42.35 WR      | СШАКлер Курзан (25.75) Ліллі Кінг (29.00) Торрі Гаск (24.94) Кейт Дуглас (22.72) Александра Волш[b] Енні Лейзор[b] Еріка Браун[b] Наталі Гіндс[b]         | 1:42.41          | ШвеціяЛуїс Ганссон (25.86) Клара Тормальм (29.34) Сара Юневік (24.06) Мішель Колеман (23.17) Ганна Росвалл[b] Софія Остедт[b]                            | 1:42.43    |
| 4×100 м комплексом     | СШАКлер Курзан (56.47) Ліллі Кінг (1:02.88) Торрі Гаск (54.53) Кейт Дуглас (50.47) Александра Волш[b] Еріка Браун[b]                                         | 3:44.35 WR      | АвстраліяКейлі Маккіон (55.74) Дженна Страуч (1:04.49) Емма Маккеон (53.93) Меґ Гарріс (50.76) Моллі О'Каллаган[b] Челсі Годжес[b] Александрія Перкінс[b] | 3:44.92 РО       | КанадаІнґрід Вілм (55.36) Сідні Пікрем (1:04.42) Меґґі Мак-Ніл (54.59) Тейлор Рак (51.85) Кайлі Масс[b] Рейчел Нікол[b] Кетрін Савард[b] Ребекка Сміт[b] | 3:46.22    |

b  Плавчині, що взяли участь лише в попередніх запливах і одержали медалі.

### Змішані
| Event                 | Золото | Золото     | Срібло | Срібло     | Бронза | Бронза  |
| --------------------- | --- | ---------- | --- | ---------- | --- | ------- |
| 4×50 м вільним стилем | ФранціяМаксім Груссе (20.92) Флоран Маноду (20.26) Беріль Гастальделло (23.00) Мелані Енік (23.15) Марі-Амбре Молу[c]         | 1:27.33 WR | АвстраліяКайл Чалмерс (20.97) Метью Темпл (20.71) Меґ Гарріс (23.73) Емма Маккеон (22.62) Флінн Саутем[c] Медісон Вілсон[c]     | 1:28.03 РО | НідерландиКендзо Сімонс (21.14) Том Де Бур (20.61) Маайке де-Ваард (23.35) Марріт Стінберген (23.43) Стан Пейненбург[c] Нілс Корстаньє[c] | 1:28.53 |
| 4×50 м комплексом     | СШАРаян Мерфі (22.37) Нік Фінк (24.96) Кейт Дуглас (24.09) Торрі Гаск (23.73) Шейн Касас[b] Майкл Ендрю[b] Александра Волш[b] | 1:35.15 WR | ІталіяЛоренцо Мора (22.59) Ніколо Мартіненьї (22.83) Сільвія ді П'єтро (24.52) Костанца Коккончеллі (24.07) Сімоне Черасуоло[a] | 1:36.01 ER | КанадаКайлі Масс (25.71) Хав'єр Асеведо (25.95) Ілья Харун (22.12) Меґґі Мак-Ніл (23.15) Інґрід Вілм[b] Ребекка Сміт[b]                   | 1:36.93 |

## Виступ українських спортсменів
Спортсменів — 5
Чоловіки
| Спортсмен | Дисципліна                          | Попередній заплив                 | Попередній заплив | Півфінал        | Півфінал        | Фінал                           | Фінал            |
| Спортсмен | Дисципліна                          | Час                               | Місце             | Час             | Місце           | Час                             | Місце            |
| --- | ----------------------------------- | --------------------------------- | ----------------- | --------------- | --------------- | ------------------------------- | ---------------- |
| Ілля Лінник Київ | 50 м вільним стилем                 | 21.73                             | 41                | Завершив виступ | Завершив виступ | Завершив виступ                 | Завершив виступ  |
| Ілля Лінник Київ | 100 м вільним стилем                | 47.99                             | 38                | Завершив виступ | Завершив виступ | Завершив виступ                 | Завершив виступ  |
| Ілля Лінник Київ | 200 м вільним стилем                | 47.99                             | 38                | Завершив виступ | Завершив виступ | Завершив виступ                 | Завершив виступ  |
| Владислав Бухов Київ | 50 м вільним стилем                 | 21.13                             | 10 Q              | 21.29           | 14              | Завершив виступ                 | Завершив виступ  |
| Андрій Говоров Дніпропетровська область                                                                                                   | 50 м батерфляєм                     | 22.92                             | 29                | Завершив виступ | Завершив виступ | Завершив виступ                 | Завершив виступ  |
| Володимир Лісовець Київська область | 50 м брасом                         | 27.04                             | 26                | Завершив виступ | Завершив виступ | Завершив виступ                 | Завершив виступ  |
| Володимир Лісовець Київська область | 100 м брасом                        | 59.55                             | 35                | Завершив виступ | Завершив виступ | Завершив виступ                 | Завершив виступ  |
| Андрій Говоров Дніпропетровська областьІлля Лінник КиївВладислав Бухов КиївОлександр Желтяков Дніпропетровська область                    | естафета 4x50 метрів вільним стилем | 1:26.53 21.70 20.97 20.94 22.92   | 8 Q               | Н/Д             | Н/Д             | 1.26.11 21.78 21.12 20.47 22.74 | 7                |
| Олександр Желтяков Дніпропетровська областьВолодимир Лісовець Київська областьАндрій Говоров Дніпропетровська областьВладислав Бухов Київ | естафета 4x50 метрів комплексом     | 1:34.35 24.25 26.44 22.76 20.90   | 9                 | Н/Д             | Н/Д             | Завершили виступ                | Завершили виступ |
| Олександр Желтяков Дніпропетровська областьВолодимир Лісовець Київська областьАндрій Говоров Дніпропетровська областьІлля Лінник Київ     | естафета 4x100 метрів комплексом    | 3:37.84 54.47 1:00.65 54.50 48.22 | 16                | Н/Д             | Н/Д             | Завершили виступ                | Завершили виступ |